# Vigen (cantante)
Vigen Derderian in arte Vigen o Viguen (in persiano ویگن دردریان‎, Vigen Derderyân; in armeno Վիգէն Տէրտէրեան?, Vigen Tērtērian; Hamadan, 23 novembre 1929 – Los Angeles, 26 ottobre 2003) è stato un attore e cantante iraniano di musica pop.
Noto in patria come Sultano del jazz, lasciò il paese dopo la rivoluzione del 1979 e si trasferì a Los Angeles. Fu interprete di brani in persiano e in armeno.